# Villahermosa del Campo
Villahermosa del Campo es un municipio y localidad española de la provincia de Teruel, en la comunidad autónoma de Aragón. El término municipal, ubicado en la comarca administrativa de Jiloca y en la comarca histórica de Campo Romanos, tiene una población de 93 habitantes (INE 2024).

## Geografía
Se sitúa en el noroeste de su provincia y a 104 km de Teruel. Tiene un área de 19,20 km² con una población de 104 habitantes (IAEST, 2014) y una densidad de 5,42 hab/km². El código postal es 44494. El término municipal es atravesado por el río Huerva, en cuya margen izquierda se encuentra la localidad.

## Historia
Los primeros indicios de asentamientos datan de la Edad del Bronce o de la Primera Edad del Hierro, en la partida del Castillo de Santa Catalina.
Se cree que los orígenes de la localidad son medievales, tras la conquista de la ciudad de Daroca en el año 1120 por Alfonso I de Aragón.

### Villahermosa en la Alta Edad Media
La primera referencia escrita que se tiene sobre Villahermosa del Campo data del año 1205.
El nombre primitivo de Villahermosa del Campo en aragonés, la lengua dominante en la época, era Villa Albiella (Villalbilla castellanizado), y así consta en el Libro Bermejo del Archivo Colegial de Daroca, más concretamente en el documento de la Adjudicación de Diezmos y Primicias de las Aldeas dependientes del Castillo de Daroca, por parte del Obispo de Zaragoza Raimundo de Castrocol, dónde se citan varios topónimos de los lugares de la Comunidad de Aldeas en latín y aragonés:

Asigno et tribuo ecclesie Sancte Marie de Darocha, ecclesias de Barrachina, et de Navarret, et de Calamocha, et eas semper iuste et canonice possideant; clericis Sancti Petri, concedo ecclesia de Loçana, et eam semper canonice possideant: clericis Sanct Dominici, concedo ecclesias de Cosa et de Rubiolos, ut eas semper canonice possideant; clericis Sancti Michaelis, concedo ecclesias de Langua et de Cebollada, ut eas semper canonice possideant; clericis Sanct Jacobi, concedo ecclesiam de Castielpedres, ut eam semper canonice possideant; clericis Sancti Martini de la Parra, concedo ecclasia d'El Enderme, ut eam semper canonice possideant; clericis Sancti Laurencii, concedo ecclesiam de Retascon, ut eam semper canonice possideant; clericis Sancti Valerii, concedo ecclesiam de Valconchan, ut eam semper canonice possideant;

Hoc autem est divisio Sancte Marie habet Signa Torrillo, Covas, Corlas, Anento, Ferrerola, Tonda, Covas de Portelo Rubeo, Lechon, Montnegriellos, Villaalbiella, Forcallo, Tortolon, Baguena. Sciendum vero est quod istas supramemoratas aldeas habet ecclesia de Sancta Marie sorte datas sint, et alie habent alias. Sciendum quod decimacionem de Baguena prior Sancte Marie caro tribuit ut teneat eam in pace dum vixerit, et cum obierit fiat de illa sint de aliis. Clerici et ecclesia Sancti Petri habent Olalia, Pelarda, Fuentesclaras, Villargasconem, Lectago, Luco, Tramasaquas, Salze, Villalpardo, Torralva del Senyor, Badules, Tordenigris, Ferrera. Clerici et ecclesia Sancti Andree habent Cerbera, Sarçola, Michael, Romanos, Lançola, Baldeforna, Tampariellas. Clerici ecclesiea Sancti Johannes, habent Portelrubeo, Tuera, Las Casas, Collados, Manchones, Salze, Murero, Baselga, Aldea Dominico Ferrero, Ceyda. Clerici et ecclesia Sancti Dominici habent Allueva, Fuentfrida, Losella, Bea, Noros, Pardellos, Corberola, Vello, Castelpedrés, Losella, Gallocanta, Ollosnigros, Pozuel. Clerici et ecclesia Sancti Michaelis habent Poyo, Santet, Mezquita, Valdesantmartin, San Martin, Ambosportos, Odón, Blancas, Torreziella. Clerici Sancti Jacobi et ecclesia habent Alpenyes, Corvacon, Langosto, Villalba, Torralba, Fuset, Villarguerrero, Rubiolos, Dacos, ambas Nominevillas, Baldariento, Laguerola, Godos. Clerici et ecclesia Sancti Martini et Sancti Laurencii et Sancti Valerii, habent Castellon, Sarcola, Banyon, Villardecosa, Villanova. Decimacionem vero de Pancrudo.

En el año 1248, por privilegio de Jaime I, este lugar se desliga de la dependencia de Daroca, pasando a formar parte de Sesma de Langa en la Comunidad de Aldeas de Daroca, por la que pasa a depender directamente del rey.
El nombre fue cambiado a Villaformosa, ya que en un documento del Archivo Secreto del Vaticano, de 1348, aparece una Súplica Apostólica del embajador del rey Pedro IV en la curia romana al papa Clemente VI, tras el fallecimiento del sacerdote Pedro de Ripoll, a causa de la epidemia de peste de ese mismo año, y solicitando que el nuevo sacerdote sea un tal Arnaldo Durán.

1348, junio, 27. Aviñón.
El embajador real de Pedro IV, ante la Curia apostólica, suplica para Arnaldo
Duran, presbítero, la iglesia de Villahermosa vacante por muerte
de Pedro de Ripoll. La súplica nos dice que Bernardo ya poseía una
ración prestimonial en la iglesia de Santo Domingo de Daroca.
ASV. Suppl. 17, fol. 82 v.
Cf. doc. 27.

El nombre evolucionó a Villa Fermosa más adelante, ya que en el Libro de la manifestación del moravedí de las aldeas de la ciudad de Daroca del año 1373 así consta.

### Villa Fermosa en 1373
En el Archivo de la Corona de Aragón se encuentra el documento sobre la tributación del moravedí de las aldeas de la Comunidad de Daroca en el año 1373. El moravedí era un impuesto de periodicidad septenal que afectaba a todos los súbditos cuyos bienes alcanzasen determinada cuantía. La Corona, para controlar y calcular este impuesto necesitaba un censo exhaustivo, y de ahí la existencia del citado documento, en aragonés, catalán y latín.
El 6 de octubre de 1373 el censo de Villa Fermosa era el siguiente:

Villa Fermosa

Despues desto, día jueves siguient, a VI días del sobre dito mes, en el lugar de Villa Fermosa antel dito procurador fueron clamados Domíngo Marín jurado et don Marcho procurador ante los cuales fueron leydas publicadas y requeridas todas las cosas sobre ditas. Et luego encontinent juraron en poder de mi, notario, et por la jura interrogados respondieron que manifestavan todos los vezinos et abitantes de dito lugar así claros como dubtantes dius la forma siguient:

Primerament don Lorent, Pero Gil, Pascual Marín, Domingo Gil, Domingo Marín (fijo de Toda), Fijas de Marquiello, Fijo de Domingo Marín, Fijos de Juanyes Martín, Domingo Marín Jurado, Juanyes Langa, Doña María Ximeno (tachado, Simón), Doña Gila Langa, Domingo Royo, Pero Luengo, María Martín, Domingo Ezquierdo, Domingo Marina, La de Johan Ezquierdo, Domingo Martín, Pero Ximeno, Sanchuela, Martín Marcho, Domingo Rodrigo, Pascual Velart, Marín Royo, Marcho Sanchez, Doña Pascuala don Gomez, Johan Ezquierdo menor, Domingo Abat, Johan Lop, Marcho Domingo, Cebrián Gil, Domingo Jagüe, Comingo Ruvio, Marín de la Muela, El Frayre. Suman Claros.....XXXVI

Dubdantes dius escriptos: Pascual Matheo, La Molinera, La Remonda, Mariana, La Carrascona, Domingo Matheuelo, los Fijos de Domingo Matheu, Fija de Pascuala. Suman dubdantes.....VIII

Suma dels dits morabetins clars del dit lloch, enadits IIII morabetins aclarits dels dits VIII dubtants, et encloses II morabetins de trobas, segons que appar per lo dit contract public en XIX carta, ............XLII morabetins clars

Interrogados los ditos jurado et procurador por el dito Johan López todas las cosas sobre ditas. Et respondieron, por la jura que feto avían, que non di sabían más.

### Villafermosa en el Fogaje de 1495
Muy posiblemente, anteriormente a esta fecha, tuvo lugar la asimilación por parte de Villahermosa del Campo de la aldea de La Salze, ya que la última constancia escrita que se tiene de ella data de 1442.
Respecto al nombre de Villa Fermosa, este evolucionó a Villafermosa (junto), ya que en el Fogache (Fogaje, censo) de 1495, realizado por Fernando II de Aragón (Fernando el Católico), ya aparecía el nuevo topónimo.
En el verano de 1495, el Rey Fernando el Católico hace convocar las Cortes de Aragón en Tarazona ante el peligro de que el Reino fuera agredido por las tropas del rey francés y para acordar el impuesto de las sisas. Para ello fue preciso confeccionar el registro puntual de los fuegos del Reino con objeto de conocer el estado de la población y el numerario de la tesorería real. El censo se realizó mediante una Comisión real que debía registrar los fuegos de uno en uno, dividiendo el territorio aragonés en doce sobrecullidas y con asistencia de un notario que diera fe de la existencia de los fuegos e incidencias que ocurriesen.
El 23 de noviembre de 1495, el comisario real y el notario llegan a Villafermosa, y este es el registro de los pobladores del lugar en esa fecha:

SOBRECULLIDA DE DAROCA
COMISARIO: PEDRO DE CAPDEVILA, Ciudadano de Zaragoza
NOTARIO: FRANCISCO VILANOVA

VILLAFERMOSA 31 fuegos (Noviembre, 23) [Lugar. Comunidad de Daroca]

JD: Johan Robert.. V: Domingo Gil. TT: "qui supra", Et primo Mossen Anthon Rob, vicario
, Bartholomeu Royo, Martin de Langa, Pero Gil, mayor, Mingo Moreno, Miguel Ximeno, mayor, Martin Ximeno, Mingo Royo, Pero Martin, Matheu Langa, Benedita Calba, Rodrigo, el peynador, Anthon Rodrigo, Pascual Albar, Marquo Perez, Miguel Ximeno, menor, Johan Sabastian , Francisco Perez, Garci Langa, Johan Rodrigo, Matheu Romeu, Johan Rubert, Johan Moreno, Alfonso Martinez, Pero Gil, menor, Johan Royo, Johan Lorent, Johan d'Aranda, Johan Craberas, Domingo Gil , Pero Garcia

### Villahermosa desde elsigloXVI
La posterior castellanización de casi todo el territorio aragonés derivó en el actual nombre de Villahermosa. En el año 1833 se produce la división provincial de España y Villahermosa queda encuadrada dentro de la provincia de Teruel. La antigua Comunidad de Aldeas de Daroca desaparece en 1838. A mediados del siglo XIX, el lugar contaba con una población censada de 232 habitantes. La localidad aparece descrita en el decimosexto volumen del Diccionario geográfico-estadístico-histórico de España y sus posesiones de Ultramar de Pascual Madoz de la siguiente manera:

VILLAHERMOSA DEL CAMPO DE ROMANOS: l. con ayunt. en la prov. de Teruel (13 leg.), part. jud. de Calamocha (5), dióc. y aud. terr. de Zaragoza (12) y c. g. de Aragon. sit. en un pequeño valle á la izq. del r. Huerva; el clima es templado y espuesto á carbunclos. Tiene 70 casas divididas en 2 barrios, alto y bajo, con varias bodegas en el primero y huertas, un lavadero y varios pozos en el segundo; casa consistorial y cárcel; una escuela de instruccion primaria concurrida por 16 niños; igl. parr. (Sta. Maria Magdalena) servida por un cura de entrada y de provision ordinaria, y un cementerio bien sit. Confina el térm. por el N. con el de Badules, prov. de Zaragoza; E. Lanzuela; S. Cucalon, y O. Romanos, de aquella prov.; hay en él una ermita San Gervasio y San Protasio, y diferentes manantiales. Cruza el térm. el r. Huerva que se dirige al Ebro. El terreno generalmente es de mala calidad con algunos montes poblados de árboles y arbustos. Los caminos conducen á Teruel, tierra baja y Castilla, hallándose en buen estado. El correo se recibe de Calamocha por balijero. prod.: trigo, cebada, avena, hortalizas y legumbres; hay ganado lanar y de cerda, y caza de liebres, perdices y codornices. pobl.: 58 vec., 232 alm. riqueza imp: 54,773. El presupuesto municipal asciende á 4,042 rs. que se cubren con el producto de propios y el déficit por reparto vecinal.
(Madoz, 1850, p. 151)

Hasta la reforma de la nomenclatura municipal de 1916 el municipio se llamaba simplemente Villahermosa. En dicha fecha su nombre fue modificado por el de Villahermosa del Campo.

## Demografía
Villahermosa del Campo cuenta con una población de 93 habitantes (INE 2024).
| Gráfica de evolución demográfica de Villahermosa del Campo entre 1842 y 2021 |
| |
| Población de derecho según los censos de población del INE Población de hecho según los censos de población del INEEn estos censos se denominaba Villahermosa: 1842, 1857, 1860, 1877, 1887, 1897, 1900 y 1910 |

En el siglo XV, Villahermosa tenía 31 fuegos, aumentando a 41 en el XVII. A mediados del siglo XIX, sumaba 70 casas, 58 vecinos y 232 almas. Llegó con esta misma población a 1900, pues censó 236 habitantes y en 1950 los aumentó a 318. A partir de entonces, comenzó su proceso de despoblación, llegando a 108 habitantes a finales de los 1980s y a los 91 en el año 2008. En 2012 constaban 99 habitantes censados, y en 2013, se superan de nuevo los 100 habitantes, constando 102 habitantes censados. Cuenta con una población de 93 habitantes (INE 2024).

## Administración y política
| Período   | Alcalde                      | Partido |  |
| --------- | ---------------------------- | ------- |  |
| 1979-1983 | José María Belanche Aparicio | UCD     |  |
| 1983-1987 | José Antonio Ramo Aparicio   | AP      |  |
| 1987-1991 | Jesús García Roche           | AP      |  |
| 1991-1995 | José Antonio Ramo Aparicio   | PAR     |  |
| 1995-1999 | José Antonio Ramo Aparicio   | PAR     |  |
| 1999-2003 | José Antonio Ramo Aparicio   | PAR     |  |
| 2003-2007 | José Antonio Ramo Aparicio   | PAR     |  |
| 2007-2011 | José Antonio Ramo Aparicio   | PAR     |  |
| 2011-2015 | José Antonio Ramo Aparicio   | PAR     |  |
| 2015-2019 | José Antonio Ramo Aparicio   | PAR     |  |
| 2019-2023 | José Antonio Ramo Aparicio   | PAR     |  |
| 2023-2027 | José Antonio Ramo Aparicio   | PAR     |  |

| Partido político    | Partido político                                   | 2003   | 2007   | 2011   | 2015   | 2019   | 2023   |
| Partido político    | Partido político                                   | Ediles | Ediles | Ediles | Ediles | Ediles | Ediles |
|                     | Partido Aragonés (PAR)                             | 1      | 1      | 2      | 4      | 2      | 2      |
|                     | Partido de los Socialistas de Aragón (PSOE-Aragón) | —      | —      | 1      | 1      | —      | 1      |
|                     | Partido Popular de Aragón (PP)                     | —      | —      | —      | —      | 1      | —      |
|                     | Chunta Aragonesista (CHA)                          | —      | —      | —      | —      | —      | —      |
| Total de concejales | Total de concejales                                | 1      | 1      | 3      | 5      | 3      | 3      |

## Lugares de interés

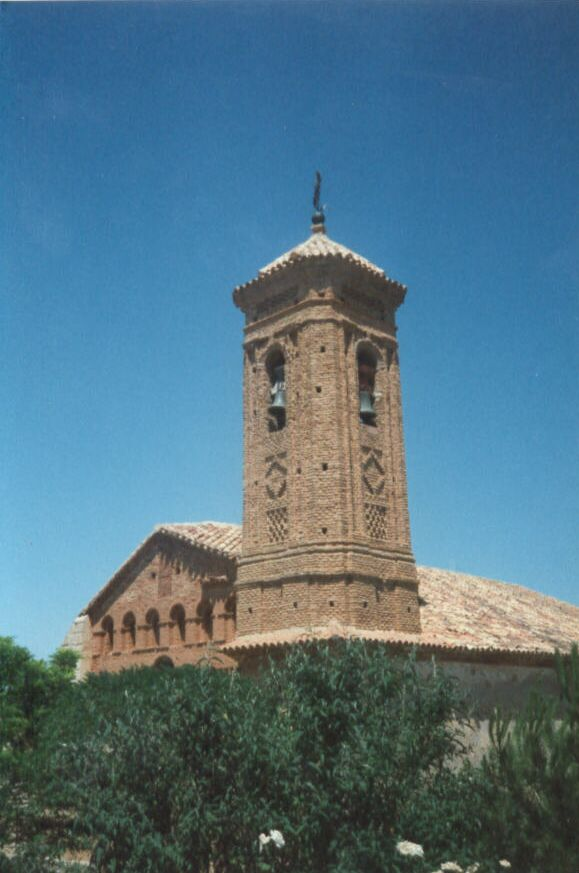
Iglesia de santa María Magdalena

La iglesia parroquial católica de Santa María Magdalena (siglo XVI) se realizó al transformar la primitiva iglesia románica; es una obra gótico-renacentista de mampostería, de nave única, cubierta con bóveda de crucería y medio cañón con lunetos; torre de cantería y ladrillo, con tres cuerpos; dos retablos renacentistas del XVI son sus obras de mayor interés. La ermita de los Santos Gervasio y Protasio (siglo XVIII) es una construcción tardobarroca de mampostería, con tres naves, cubierta la central con bóveda de arista y con cúpula elíptica sobre tambor octogonal en el crucero; conserva un retablo del XVI y varios barrocos.
Junto a la ermita, hay un puente sobre el río Huerva de posible origen romano, situado en el antiguo camino de Valencia. Al este del término, al pie del cabezo del Monte, se levanta la ermita de San Miguel (siglo XVII), edificio de mampostería, con una nave, y teja a doble vertiente. En lo alto de la Dehesilla, hay resto del castillo de Santa Catalina en él se sitúa un poblado de la Edad de Bronce o primera Edad de Hierro. En los últimos años se han construido varias instalaciones y reformado otras existentes, como el pabellón municipal, el antiguo lavadero, el apeadero, una pista de pádel municipal y se ha procedido a adecuar las orillas del río Huerva.
La vida social del pueblo se ha dinamizado en los últimos tiempos, gracias a la creación de la Asociación Cultural "La Dehesilla".

## Fiestas
- San Gervasio y Protasio, segundo domingo de julio.
- San Pedro Mártir, 29 de abril.
- Romería al Santo (ermita de San Miguel), último sábado de mayo.